# Maximos V. Hakim
Maximos V. Hakim (18. května 1908, Tanta, Egypt – 29. června 2001, Bejrút) byl egyptský duchovní a v letech 1967–2000 melchitský řeckokatolický patriarcha antiochijský.
Ještě jako akkonský eparcha se zúčastnil druhého vatikánského koncilu. Jako patriarcha byl protektorem lazarského řádu a velmistrem řádu svatého Kříže Jeruzalémského, který založil jeho předchůdce Maxim IV.